# 佐古井隆之
佐古井 隆之（さこい たかゆき、1978年12月2日 - ）は、大阪府出身の俳優。
所属事務所は劇団スーパー・エキセントリック・シアター。かつては「サコイ」の名でグランドスラムに所属していた。

## 来歴・人物
2000年、劇団ブルースタクシー（青田ひでき主宰）に入団後、数多くの舞台を踏む。2009年に休団
（のち退団）。
趣味は映画鑑賞、読書。特技は料理（沖縄料理）、サッカー。

## 出演

### 映画
- Milk（2010年、亀井亨監督）
- ごくつま刑事（2010年、横井健司監督）
- くろねこルーシー（2012年、亀井亨監督）- 似顔絵師 役
- 望郷の鐘（2014年、現代ぷろだくしょん 山田火砂子監督） - 平助 役[4]
- 無垢の祈り Innocent prayer（2016年、亀井亨監督）- 骨無しチキン 役
- 新解釈・三國志（2020年、福田雄一監督）- 呉の武官 役
- 空蝉の森（2021年、亀井亨監督）- 警官 役[5]

### テレビ
- 嵐がくれたもの（2009年、フジテレビ）
- ギネ 産婦人科の女たち（2009年、日本テレビ）- レギュラー井本仁 役
- NHKスペシャル
  - 未解決事件
    - 〜オウム真理教（2012年）- 沢田忠司 役
    - 〜尼崎連続殺人事件（2013年）- 手下 役

  - 原発メルトダウン 危機の88時間（2016年）
- NHKドラマスペシャル「ラジオ」（2013年）
- 配達されたい私たち 第3話（2013年、WOWOW）- 警官 役
- TEAM NACS×人形劇×西遊記 西遊記外伝 モンキーパーマ Season3（2015年、東名阪ネット6加盟局・5いっしょ3ちゃんねる加盟局・岡山放送・ひかりTVの共同制作） - 思春鬼 役
- ワカコ酒（BSジャパンほか地上波放送）- レギュラー長谷川 役
  - Season2（2016年）
  - Season3（2017年）
  - Season4（2019年）
  - Season5（2020年）
  - ワカコ酒 SP 飛騨酒蔵めぐり（2020年12月29日・12月30日）
  - Season6（2022年）
  - Season7（2023年）[6]
  - Season8（2025年）[7]
  - Season9（2025年放送予定）[8]
- ラヴソング（2016年、フジテレビ）第2話
- グッドモーニング・コール（2016年、フジテレビ）- ゲスト出演
- 痛快TV スカッとジャパン秋の3時間SP（2016年、フジテレビ）
- 相棒（テレビ朝日）
  - season14 第13話「伊丹刑事の失職」（2016年1月27日）
  - season16 第8話「ドグマ」（2017年12月6日）- NGO中央アジアハートプロジェクト 職員･清水正 役
  - season20 第1話「復活〜口封じの死」・第3話「復活〜最終決戦」（2021年）-「エンパイヤ・ロー・ガーデン」弁護士・森安伸治　役
  - season23 元日スペシャル「最後の一日」（2025年1月1日） - プロデューサー澤田正志 役
- ドクターX〜外科医・大門未知子〜 第4期 第5話（2016年、テレビ朝日）- 内科医 役
- あさイチ「おトクがいっぱい!不便のススメ」（2017年、NHK）
- コード・ブルー 第3期 第6話（2017年、フジテレビ）- 作業員 役
- 真実の裁判ファイル～今日あなたは傍聴人になる!～（2017年、BS日テレ）- 林隆史 役
- 越路吹雪物語 第55話（2018年、テレビ朝日）
- ボキャブライダードラマスペシャル〜選ばれし者〜（2018年、NHK Eテレ）
- ゼロ 一獲千金ゲーム 第9話（2018年、日本テレビ）
- ぬけまいる〜女三人伊勢参り（2018年、NHK）
- 今日から俺は!! 第9話（2018年、日本テレビ）- 警官 役
- ラジエーションハウス 第1話（2019年、フジテレビ）- 脳外科医 役
- 反骨の考古学者 ROKUJI（2019年、NHK Eテレ）
- 死亡フラグが立ちました（2019年、関西テレビ）
- 爆笑問題の天使が悪魔（2019年、フジテレビ）
- もやモ屋「北京からきたおじいさん」（2019年、NHK Eテレ）
- 常識の仮面はがします（2020年、NHK）
- ハケンの品格 第6話（2020年、日本テレビ）- 弁当屋スタッフ 役
- そのご縁、お届けします−メルカリであったほんとの話 −「バンドマン編」（2020年、MBS・TBS系）
- 純喫茶に恋をして（フジテレビ）- レギュラー・編集者赤堀 役
  - Season2（2020年）
  - Season3（2021年）
  - Season5（2024年）
  - Season6（2025年）
- あさイチ「あさイチ大調査2022」（2022年、NHK）
- オールドルーキー 第6話（2022年、TBS）
- スタンドUPスタート 第6話（2022年、フジテレビ）- 面接官 役
- 大富豪同心3（2023年、NHK）- 加賀屋役
- 大河ドラマ 光る君へ（2024年、NHK） - 平惟仲 役
- 院内警察 第1話（2024年、フジテレビ） - 嶋田英二 役
- Eye Love You 第1話（2024年、TBS）- 医師長谷川雄二 役
- ブルーモーメント 第6話（2024年、フジテレビ） - 久保田隆史 役
- ダメマネ! -ダメなタレント、マネジメントします- 第8話（2025年、日本テレビ） - 記者 役
- 連続テレビ小説 あんぱん（2025年 、NHK総合） - 羽村 役

### 舞台
- リトルウイング主宰「ファジー」（1999年、王子小劇場）- 主演
- 劇団ブルースタクシー「パパはインディアン」（2000年、シアターグリーン）
- 劇団ブルースタクシー「ノスタルジックカフェ」（2001年、大塚萬劇場）
- 現代制作者プロデュース公演「元禄影の錦絵」（2002年、紀伊國屋ホール）
- 劇団ブルースタクシー「また逢う日まで」（2002年、中野ザポケット） 主演
- 劇団ブルースタクシー「番外公演-カフカの腕時計」 （2002年）主演
- 劇団アウトローズ「夢のありか 僕のありかた」（2002年、シアターモリエール）
- 劇団九九81「女と結婚と殺人」（2003年、中野ザポケット）
- 劇団ブルースタクシー「男はつらいの」（2003年、中野ザポケット） 主演
- 劇団ブルースタクシー「ボーダー」 （2003年）主演
- 劇団ブルースタクシー「ノスタルジックカフェ」 （2004年）
- 劇団ブルースタクシー「番外公演-生きて想いをさしょうより」（2005年）
- 劇団ブルースタクシー「猫に訊け」（2005年、中野ザポケット）
- 劇団ブルースタクシー「ロードサイドストーン」（2006年、大塚萬劇場）
- 赤の他人プロデュース公演「オーマイゴッド」（2006年）
- 劇団ブルースタクシー合同公演「ホテルG」（2006年、下北沢空間リバティー）
- 劇団ブルースタクシー「東京赤い糸」（2006年、中野ザポケット）
- 劇団ブルースタクシー「落ちた男」（2007年、中野ザポケット）
- 劇団ノーティーボーイズ「頓狂するは我にあり」（2007年、恵比寿エコー劇場）
- 劇団ブルースタクシー「Kiss Kiss Kiss」（2007年、新宿シアターブラッツ）
- 劇団ブラボーカンパニー「宇宙の仕事」（2007年、シアタートップス） 主演
- 麻丘めぐみ演出「女は一生」（2008年、新宿サニーサイドシアター）
- 劇団ブルースタクシー「アメミット」（2009年、中野ザポケット）
- 劇団スーパー・エキセントリック・シアター「BARASHI」（2010、赤坂レッドシアター）
- 劇団ノーティーボーイズ「ノーティーボーイズ的蒲田行進曲」（2011年、中野ザポケット）
- 女々「こげた畳とゆれた尻」（2011年、千本桜ホール）
- IN EASY MOTION「ハムスター」（2012年、Space早稲田）
- IN EASY MOTION「真実の行方」（2013年、新宿シアターブラッツ）
- IN EASY MOTION「秋にでも早稲田卒業せこいのかサコイのか」（2013年、Space早稲田）
- シアターグリーンプロデュース「哀と愛と藍と」（2013年、シアターグリーン）
- Bobjack theater「幸福レコード」（2014年、シアターKASSAI）
- 劇団タカギマコト「その姿、コウモリのように見ゆ」（2014年、阿佐ヶ谷アートスペース・プロット）
- 劇団インフルエンザ「華氏102℉」（2014年、横浜にぎわい座・のげシャーレ）
- "ゲーム×演劇"舞台「ゲームしませんか?」（2019年10月30日 - 11月4日、スペース・ゼロ）[9]

### CM
- ワコール 歌う!ブラ＊キッチン（2009年）あおいさん 役[10]
- トヨタ5大陸走破（2016年）
- スポーツエントリー（2016年）
- ヤマサ鮮度生活チャンス編（2016年）[11]
- 週刊少年ジャンプ オレコレクション!（2017年）
- KIRINキリン メッツコーラ（2017年）
- イオンカード人よりトク セレクト特典編（2018年）
- にんべんだしとスパイスの魔法（2018年）
- しまうまプリント しまうまブックあつめた思いを一冊に（2020年）
- 興和キューピーコーワiドリンク 話す眼篇（2020年）[12]
- 東京2020オリンピック The Official Video Game ゲームでオリンピック激闘ママ!ALL篇（2020年）パパ 役[13]
- ドコモ未来ミュージアム 未来デジタルアートレッスン（2020年）せんせい 役[14]
- スシローお持ち帰り編（2020年）
- タマホーム（2021年）[15]
- JFEデータの力でDX篇（2025年）

### ラジオ
- 青春アドベンチャー（NHK-FM）
  - スタープレイヤー（2015年）
  - クラバート（2016年）
  - とけるストーリーボックス（2023年）　
    - 第1話「私の知らない私の声」
    - 第4話「鈴木くんはサナギ」
    - 第5話「お地蔵さんのまにまに」
- FMシアター（NHK-FM）
  - 100億分の1のオトン（2018年）
  - 春のいる場所（2024年）[16]

### Web
- Lovin'you（2010年、BeeTV）
- イヤードラマ「夢見るこまち」（2023年、NUMA）- 千代さん 役[17]